# کلاس دهم
کلاس دهم (به هندی: Dasvi) فیلمی هندی محصول سال ۲۰۲۲ و به کارگردانی توشار جالوتا است. در این فیلم بازیگرانی همچون آبیشک باچان، یامی گوتام و نیمرات کور ایفای نقش کرده‌اند.